# Milton Dick
Milton Dick est un homme politique australien, né le 21 juillet 1972 à Brisbane. Membre du Parti travailliste, il est président de la Chambre des représentants d'Australie depuis le 26 juillet 2022.
Il est également représentant de la circonscription d'Oxley depuis le 2 juillet 2016.

## Situation personnelle
Dugald Milton Dick est né à Brisbane, dans l'État du Queensland. Son père, Allan Dick, est un vétéran de la marine de la Seconde guerre mondiale qui a ouvert une chaîne de boucheries dans les banlieues du sud de Brisbane et sa mère Joan est sage-femme. Il a également un frère, Cameron Dick, l'actuel trésorier d'État du Queensland.
Il fait ses études à l'Anglican Church Grammar School (en), un pensionnat pour garçons et décroche un Bachelor of arts à l'université du Queensland.

## Ascension politique
En 1990 à l'âge de 18 ans, Milton Dick rejoint le Parti travailliste en tant qu'étudiant et préside son comité des jeunes adhérents. En 2004, il est nommé directeur de campagne, après avoir été délégué à la conférence nationale depuis 2001. Il dirige ainsi la campagne électorale fructueuse du parti dans le Queensland en vue des élections fédérales de 2007 avant d'annoncer sa démission en décembre de la même année pour se concentrer sur d'autres carrières et postes politiques.

### Élu au Conseil municipal de Brisbane (2008-2016)
Le 15 mars 2008, Dick est élu au Conseil municipal de Brisbane pour le district de Richlands. Notamment soutenu par le Premier ministre alors en poste, Kevin Rudd, Dick annonce prochainement déménager de sa résidence de Clayfield afin de s'installer à Richlands. 
Dick deviendra par la suite chef adjoint de l'opposition au Conseil municipal jusqu'en 2012, date de l'élection municipale qui voit une victoire écrasante du candidat libéral et maire sortant, Graham Quirk. Les travaillistes, qui ne disposent désormais plus que de 7 sièges sur 26, font de Dick le chef de l'opposition au Conseil, fonction qu'il occupera jusqu'à sa démission en 2016.

### Représentant du Queensland (depuis 2016)
En avril 2015, Dick annonce sa candidature dans la circonscription d'Oxley à la suite de l'annonce de la retraite prochaine de Bernie Ripoll. Ne rencontrant aucune opposition, il est élu représentant pour Oxley le 2 juillet 2016 lors des élections fédérales anticipées convoquées par le Premier ministre Malcolm Turnbull.

### Président de la Chambre des représentants (depuis 2022)
À la suite de la victoire des travaillistes aux élections fédérales de 2022, Dick est sélectionné comme candidat du parti pour la présidence de la Chambre des représentants. Il fut choisi lors d'un accord entre l'aile droite et l'aile gauche du parti, cette dernière choisissant le candidat à la présidence du Sénat. 
Le 26 juillet, jour de la première séance de la 47e législature du Parlement, Dick recueille 96 voix, largement suffisant pour battre le président sortant Andrew Wallace, qui ne recueille que 56 votes.